# Alphonsea monogyna
Alphonsea monogyna är en kirimojaväxtart som beskrevs av Elmer Drew Merrill och Woon Young Chun. Alphonsea monogyna ingår i släktet Alphonsea och familjen kirimojaväxter. IUCN kategoriserar arten globalt som sårbar. Inga underarter finns listade i Catalogue of Life.